# Distrikt Quilcapuncu
Der Distrikt Quilcapuncu liegt in der Provinz San Antonio de Putina in der Region Puno in Süd-Peru. Der Distrikt wurde am 26. November 1986 gegründet. Er hat eine Fläche von 524 km². Beim Zensus 2017 wurden 5187 Einwohner gezählt. Im Jahr 1993 lag die Einwohnerzahl bei 4065, im Jahr 2007 bei 5131. Verwaltungssitz des Distriktes ist die 3910 m hoch gelegene Kleinstadt Quilcapuncu mit 2280 Einwohnern (Stand 2017). Quilcapuncu liegt 15 km östlich der Provinzhauptstadt Putina. 

## Geographische Lage
Der Distrikt Quilcapuncu liegt im zentralen Süden der Provinz San Antonio de Putina im Altiplano südlich der Cordillera Carabaya. Das Areal wird zum größten Teil über den Río Pongongoni nach Westen zum Río Huancané hin entwässert.
Der Distrikt Quilcapuncu grenzt im Westen an den Distrikt Putina, im Norden an den Distrikt Ananea, im Osten an den Distrikt Cojata, im Süden an den Distrikt Ichupalla sowie 
im Südwesten an den Distrikt Huatasani (die drei letztgenannten Distrikte liegen innerhalb der Provinz Huancané).